# United States Air Force Warfare Center

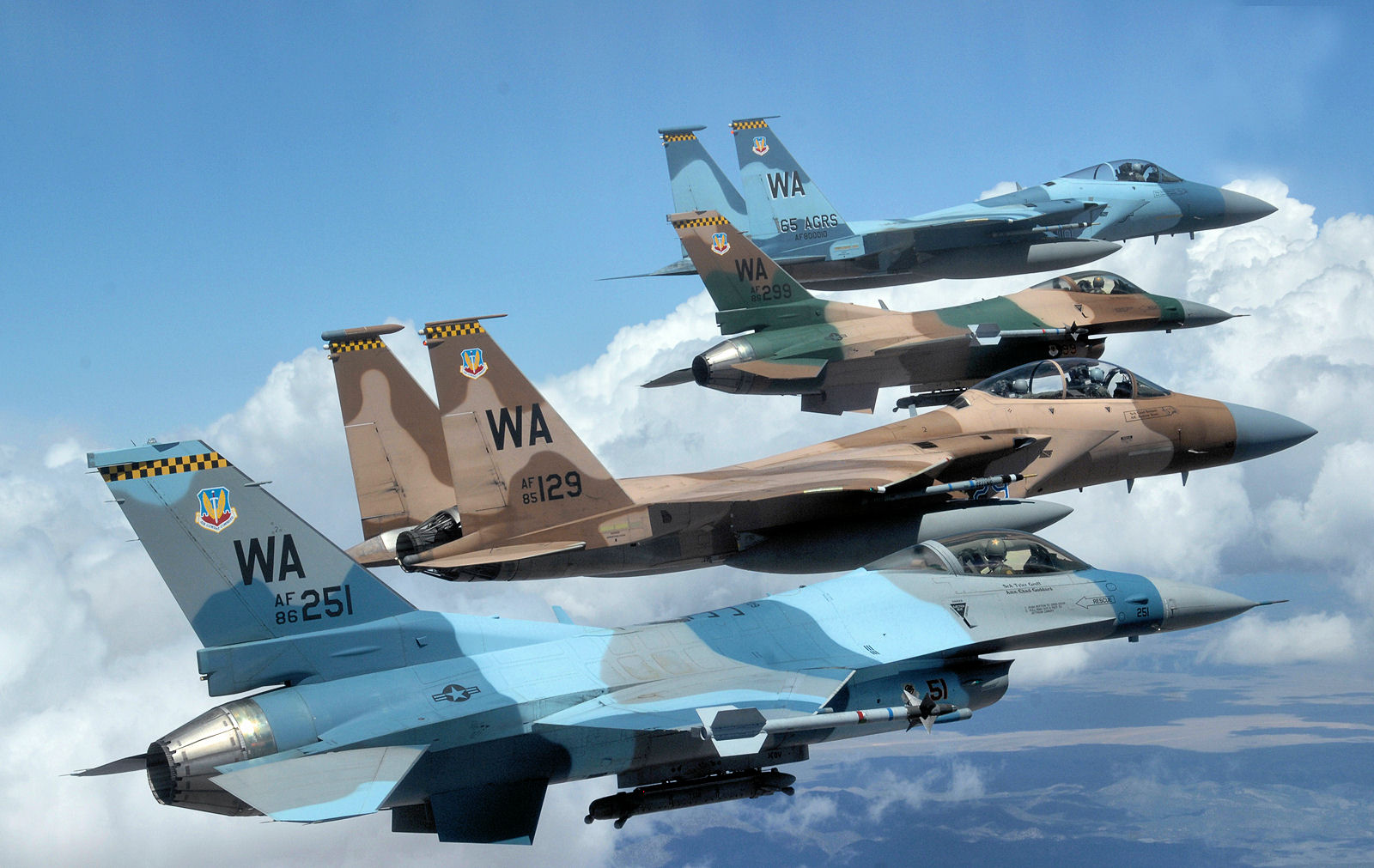
Un gruppo di F-15 Eagle e F-16 Fighting Falcon "aggressori" vola in formazione sopra il Nevada Test and Training Range

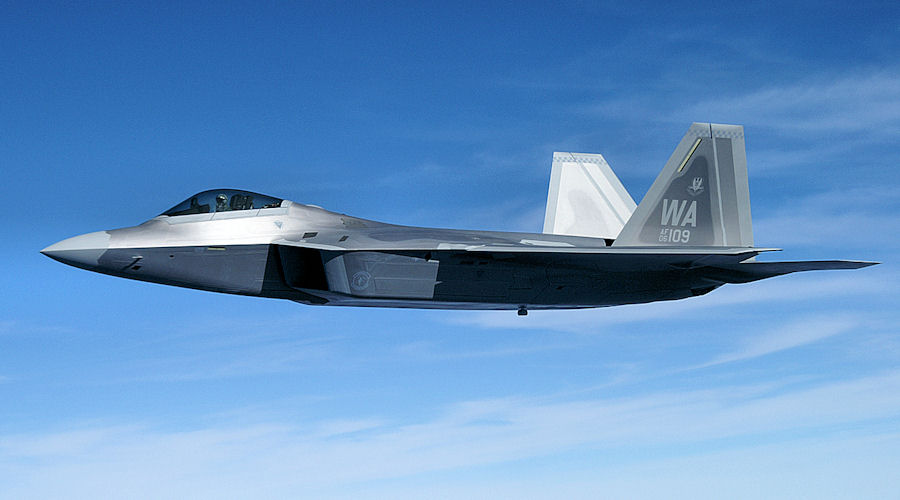
Il primo F-22A assegnato allo USAFWC

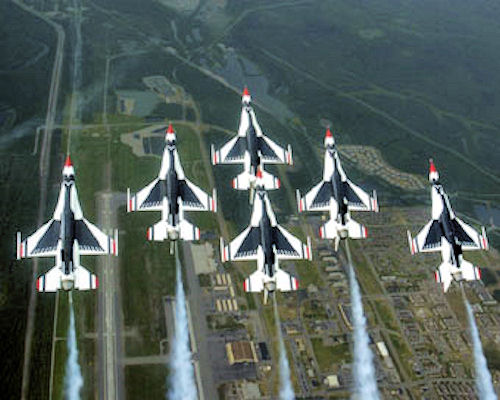
Alcuni Thunderbird dell'USAF, appartenenti allo United States Air Force Warfare Center

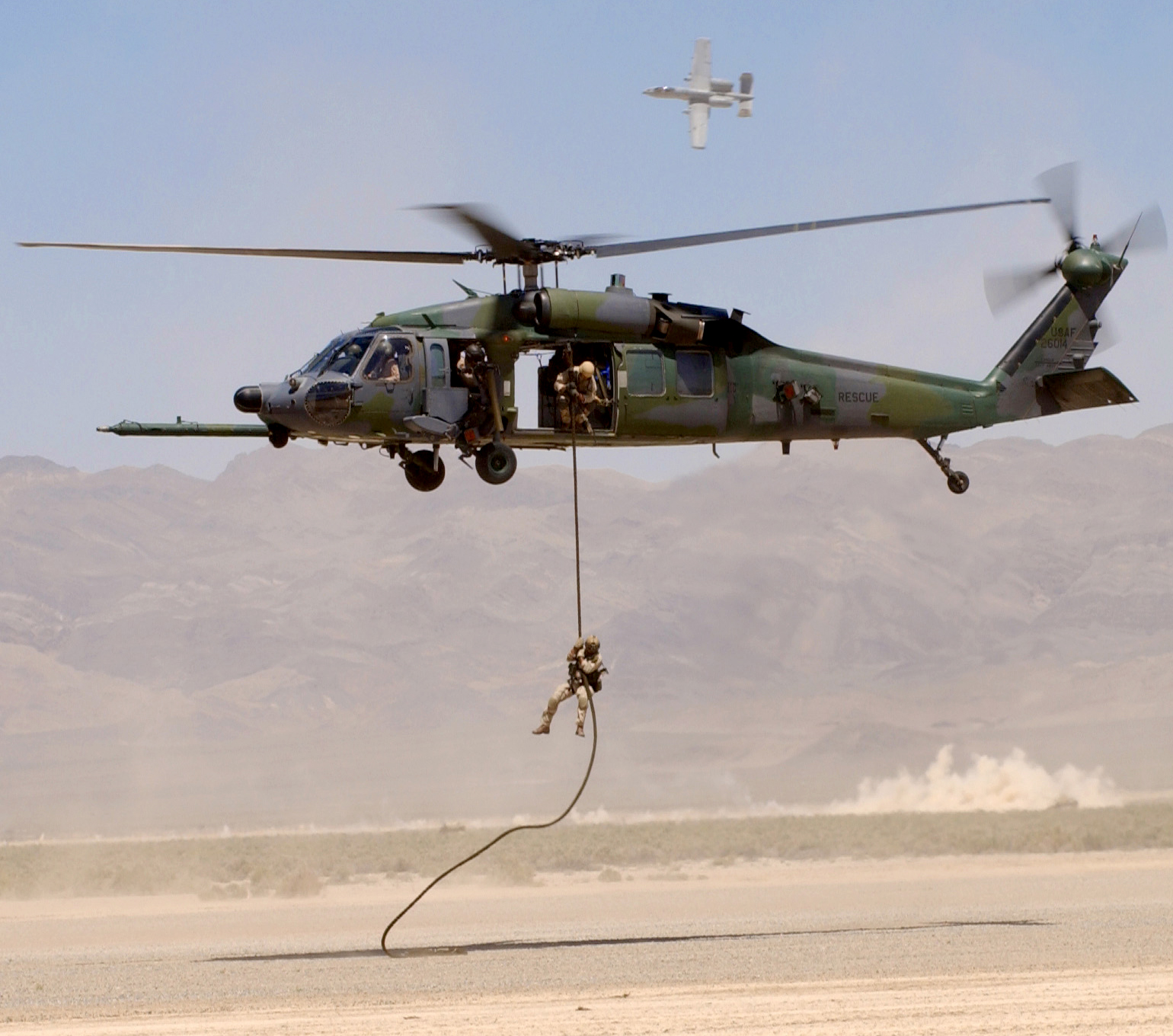
Un HH-60G Pave Hawk recupera un aerosoccorritore mentre un A-10 Thunderbolt II provvede a coprire la manovra durante un'esercitazione a fuoco nel poligono di bombardamento di Nellis.

Lo United States Air Force Warfare Center (USAFWC) presso  Nellis Air Force Base (Nevada) fa capo direttamente all'Air Combat Command. 
Il centro fu fondato il 1 settembre 1966, come U.S. Air Force Tactical Fighter Weapons Center. Fu rinominato U.S. Air Force Warfare Center nel 2005.

## Quadro generale
Lo United States Air Force Warfare Center gestisce l'addestramento avanzato dei piloti e soddisfa molti test e requisiti valutativi dell'Air Force. Istituito  nel 1966 come USAF Tactical Fighter Weapons Center, si concentrava inizialmente sullo sviluppo di forze e sistemi d'arma specificamente concepiti per operazioni aeree tattiche in un contesto bellico convenzionale (ossia non atomico). 
Continuò a svolgere la sua missione per quasi trent'anni, subendo diversi cambiamenti negli anni 1990. Nel 1991 il centro divenne lo USAF Fighter Weapons Center, e poi lo  USAF Weapons and Tactics Center nel 1992.
L'Air Warfare Center usa i terreni del Nellis Air Force Range Complex (poligono militare per esercitazioni) — che occupa circa 12 000 km² di terra, il più grande poligono di questo tipo negli Stati Uniti — ed altri 20 000 km² di un'area operativa militare che viene condivisa con gli aerei civili. Il centro usa anche il poligono di Eglin Air Force Base (Florida), che aggiunge ancor maggiore profondità alle potenzialità del centro, arricchendolo della possibilità di fare pratica sopra l'acqua e con ulteriore dotazione elettronica.
L'Air Warfare Center presiede alle operazioni del 57th Wing, del Nevada Test and Training Range e dei 99th Air Base Wings presso Nellis AFB; del 53rd Wing presso Eglin AFB con unità distaccate presso Tyndall Air Force Base (Florida) e Holloman Air Force Base (Nuovo Messico); e del 505th Command and Control Wing presso Hurlburt Field (Florida).

## Unità
- 53rd Wing (53 WG)

Il 53d Wing funge da punto di riferimento locale per le forze da combattimento aeree per quanto riguarda  guerra elettronica, armamenti ed avionica, difesa chimica, ricognizione, comando e controllo, ed apparecchi per addestrare gli equipaggi.
- 57th Wing (57 WG)

Il 57th Wing è preposto a numerose attività, come l'esercitazione Red Flag, che consente alle forze USA ed alleate un addestramento realistico in un ambiente di contestuale minaccia aerea, terrestre ed elettronica. È anche l'unità sovraordinata sia rispetto alla USAF Weapons School (USAFWS, "Scuola d'armi dell'USAF"), sia dello USAF Air Demonstration Squadron, meglio conosciuto come United States Air Force Thunderbirds.
- Nevada Test and Training Range (NTTR)

Nota in precedenza come 98th Range Wing (98 RANW), l'organizzazione militare denominata NTTR si occupa del comando e controllo sull'omonimo poligono militare che si estende  a nord e a nordovest di Nellis AFB.
- 99th Air Base Wing (99 ABW)

Il 99th Air Base Wing è lo stormo di stanza a Nellis AFB e gestisce le operazioni quotidiane della base.
- 505th Command and Control Wing (505 CCW)

Il 505 CCW ha la funzione di migliorare la prontezza al combattimento attraverso addestramento integrato, tattica, e sperimentazione per comando e controllo a livello operativo di potenza aerea, spaziale e informatica. Ospita l'unica Air Operations Center Formal Training Unit (FTU, "Unità di addestramento formale dell'Air Operations Center") dell'aeronautica USA.
- 350th Spectrum Warfare Wing

## Storia
A metà degli anni 1960, le perdite umane e materiali dell'USAF nella guerra del Vietnam avevano convinto il Tactical Air Command (TAC) della necessità di migliorare le attitudini tecniche e operative dispiegate in un conflitto di crescenti proporzioni. Il TAC costituì nel 1966 il Tactical Fighter Weapons Center presso Nellis Air Force Base (Nevada) 
con lo specifico obiettivo di elevare l'operatività e la tattica delle forze di caccia aerea. 
Nellis AFB era soprannominata "Casa del pilota da caccia" a partire dalla guerra di Corea (primi anni 1950), ed aveva una lunga tradizione nell'addestramento di piloti successivo al brevetto, e nel collaudo e valutazione operativi dei sistemi d'arma per i caccia. Inoltre, il poligono di Nellis, il più grande del cosiddetto mondo libero, integrava prontamente la missione del nuovo centro.

### Allineamento
- Costituito come USAF Tactical Fighter Weapons Center nel 1966
- Rinominato USAF Fighter Weapons Center nel 1991
- Rinominato USAF Weapons and Tactics Center nel 1992
- Rinominato USAF Warfare Center nel 2005.

### Assegnazioni
- Tactical Air Command, 1966 – 1992
- Air Combat Command, 1992 – oggi

### Unità dipendenti
Le unità operative assegnate allo USAFWC sono state:

Wing
- 4545th Fighter Warfare Wing, 1966 – 22 agosto 1969
- 57th Fighter Weapons Wing, agosto 22, 1969 – 1 aprile 1977

rinominato: 57th Tactical Training Wing, 1 aprile  1977 – 1 marzo 1980
rinominato: 57th Fighter Wing, 1 ottobre 1991 – 15 giugno 1993
rinominato: 57th Wing, 15 giugno 1993 – oggi
Group
- 57th Fighter, 1 novembre 1991 – oggi
- 57th Test: 1 novembre 1991 – 1 ottobre 1996
- 4440th Tactical Fighter Training (Red Flag)

aggregato 1 ottobre 1979 – 28 febbraio 1980
assegnato 1 marzo 1980 – 1 novembre 1991
- 4443d Tactical Training: 26 gennaio 1990 – 1 novembre 1991

Squadron
- 64th Fighter Weapons (in seguito, 64th Tactical Fighter Training Aggressor; 64th Aggressor): 15 ottobre 1972 – 5 ottobre 1990.
- 65th Fighter Weapons (in seguito, 65th Tactical Fighter Training Aggressor; 65th Aggressor): 15 ottobre 1969 – 7 aprile 1989.
- 66th Fighter Weapons: ottobre 15, 1969 – 30 dicembre 1981
- 414th Fighter Weapons: ottobre 15, 1969 – 30 dicembre 1981
- 422d Fighter Weapons (in seguito, 422d Test and Evaluation): 15 ottobre 1969 – 1 novembre 1991
- 431st Fighter Weapons (in seguito, 431st Test and Evaluation): 1 ottobre 1980 – 1 novembre 1991
- 433d Fighter Weapons: ottobre 1, 1976 – 30 dicembre 1981
- 4460th Helicopter: novembre 1, 1983 – 1 giugno 1985
- 4477th Test and Evaluation Flight (in seguito, 4477th Test and Evaluation Squadron): 1 aprile 1977 – 15 luglio 1990
- USAF Air Demonstration Squadron: 15 febbraio 1974 – oggi

### Aerei utilizzati
- A-7 Corsair II, 1969 – 1975
- F-4 Phantom II, 1969 – 1985, 1992 – oggi

F-4G Wild Weasel, 1992 – 1995
QF-4 and QRF-4 Phantom II (Drone), 1993 – oggi
- F-100 Super Sabre, 1969 – 1972

QF-100 Super Sabre (Drone), 1983 – 1993
- F-105 Thunderchief, 1969 – 1975
- QF-106 Delta Dart (Drone), 1991–1996
- General Dynamics F-111, 1969 – 1995
- T-38 Talon, 1972 – 1990
- Northrop F-5, 1975 – 1989
- UH-1 Iroquois, 1981 – 1985
- B-1 Lancer, 1993 – 1999
- B-52 Stratofortress, 1993 – 1999

- F-22 Raptor, 2004 – oggi
- F-35 Lightning II, 2014 – oggi
- F-15 Eagle, 1976 – oggi

F-15E Strike Eagle, 1992 – oggi
- A-10 Thunderbolt II, 1977 – oggi
- F-16 Fighting Falcon, 1980 – oggi
- MQ-1 Predator, 1995 – oggi
- MQ-9 Reaper, 2007 – oggi

fonte